# Serra d'en Cardona
La Serra d'en Cardona és una serra situada al municipi d'Horta de Sant Joan a la comarca de la Terra Alta, amb una elevació màxima de 782 metres.